# Paul Bunyans Potty
Paul Bunyans Potty est une arche naturelle du comté de San Juan, dans l'Utah, aux États-Unis. Elle est protégée au sein du parc national des Canyonlands. Elle tire son nom de Paul Bunyan, figure légendaire du folklore américain.